# John Goodwyn Barmby
John Goodwyn Barmby (1820-1881) byl britský křesťanský socialista. Se svou ženou Catherine Barmby (zemřela 1854) kolem roku 1830 podporovali Roberta Owena a byli známí i podporou práv žen. Goodwyn Barnby také založil utopistickou komunitu a korespondoval s Friedrichem Engelsem.
Během své návštěvy Paříže roku 1840 John Goodwyn Barmby během konverzace s Babeufovými přívrženci poprvé použil slovo „komunismus“ pro to, čemu se dosud říkalo „egalitářství“. Goodwyn Barmby také s francouzskými „komunisty“ seznámil Engelse. Roku 1841 Barmbyovi založili Londýnskou společnost komunistické propagandy (London Communist Propaganda Society) a Univerzální asociaci komunitářů (Universal Communitarian Association). Roku 1843 pak své hnutí transformovali na Komunistickou církev (Communist Church), jíž byl Barmby „revolučním pontifarchou“. Církev na vrcholu svého rozkvětu měla více než deset sborů, ale zanikla roku 1849.